# San Giacomo degli Schiavoni
San Giacomo degli Schiavoni è un comune italiano di 1 372 abitanti della provincia di Campobasso in Molise.

## Storia
Già Casale di San Giacomo, nella prima metà del Cinquecento fu ripopolato da una colonia di slavi (detti appunto "Schiavoni") provenienti dalla Dalmazia, fuggiti dalle invasioni turche e chiamati a ripopolare molte aree molisane distrutte da sisma e carestie.
San Giacomo degli Schiavoni, insieme a Palata, Castelmauro, Tavenna, Mafalda, San Biase, Montelongo, era difatti una delle comunità del Molise dove si parlava il croato molisano, sopravvissuto oggi solo ad Acquaviva Collecroce, Montemitro e San Felice del Molise.

### Simboli
Lo stemma e il gonfalone sono stati concessi con decreto del presidente della Repubblica del 16 novembre 1994.
Nello stemma, di rosso, è raffigurato il busto di san Giacomo.
Il gonfalone è un drappo di azzurro.

### Onorificenze
San Giacomo degli Schiavoni è tra i comuni decorati della seguente onorificenza:

## Monumenti e luoghi d'interesse

### Chiesa valdese
La Chiesa valdese di San Giacomo sorge nel 1902 grazie alla testimonianza di venditori ambulanti (i “colportori”) delle Sacre Scritture e anche all'opera di sangiacomesi di ritorno dagli Stati Uniti d'America ove avevano conosciuto la fede evangelica.
Il primo pastore fu l'avv. Pasquale Lo Re, vulcanico oratore e conferenziere. Il periodo più significativo per la vita di questa chiesa evangelica (che all'origine contava circa 100 adulti) è quello a cavallo delle due guerre mondiali. Era allora pastore Giuseppe Scarinci il quale sviluppò una significativa azione di consolidamento della comunità per renderla sempre meglio fedele all'Evangelo. 
La Chiesa valdese visse un periodo di grande vitalità, ma anche di momenti difficili in particolare riguardo alla propria libertà di azione. Sia le autorità di polizia (il prefetto e il questore di Campobasso) sia le autorità della Chiesa cattolica romana, cercarono con vari mezzi di bloccare o di sopprimere l'opera evangelica di questa comunità. Ma la vitalità evangelica non si spense.
Quello che maggiormente ha danneggiato la Chiesa valdese di San Giacomo fu la disoccupazione nel secondo dopoguerra. Un numero considerevole di membri della Chiesa dovette emigrare al nord d'Italia o in Svizzera o in Germania. Oggi la comunità è composta da poche famiglie e solo in estate vi è un significativo aumento di fratelli e sorelle che ritornano in paese per il periodo delle vacanze.
Un vero tempo di libertà religiosa è iniziato da pochi anni. Una lieta e promettente fase di dialogo ecumenico ha avuto inizio nel gennaio del 1993 con la locale parrocchia cattolica su invito dell'allora vescovo di Termoli-Larino, monsignor Domenico D'Ambrosio.

### Parrocchia del Santissimo Rosario
Risale al XV secolo, anche se l'aspetto attuale è tardo barocco e neoclassico. L'esterno mostra pianta rettangolare con architrave della facciata curvilinea, che segue tutta la copertura sommitale a volta a botte lunettata. La facciata è inquadrata da paraste, da un semplice portale con timpano a semicerchio. Le finestre laterali sono cinque per lato, a ventaglio. Il campanile a torre si erge sulla destra, diviso in tre settori da cornici marcapiano, dei quali l'ultimo contiene la cella campanaria. L'interno è a due navate, delle quali quella di sinistra è molto stretta, ospitante degli altari. Gli altari si trovano anche a destra, piccole nicchie con arco a tutto sesto. Sopra una balaustra dell'ingresso si trova il monumentale organo intagliato.

## Società

### Evoluzione demografica
Abitanti censiti

## Amministrazione
Di seguito è presentata una tabella relativa alle amministrazioni che si sono succedute in questo comune.
| Periodo        | Periodo        | Primo cittadino      | Partito                                  | Carica  | Note  |
| -------------- | -------------- | -------------------- | ---------------------------------------- | ------- | ----- |
| 23 giugno 1988 | 6 maggio 1993  | Attilio Galasso      | Partito Socialista Italiano              | Sindaco | [ 8 ] |
| 25 giugno 1993 | 28 aprile 1997 | Attilio Galasso      | lista civica                             | Sindaco | [ 8 ] |
| 28 aprile 1997 | 14 maggio 2001 | Attilio Galasso      | L'Ulivo                                  | Sindaco | [ 8 ] |
| 14 maggio 2001 | 30 maggio 2006 | Antonio Galasso      | lista civica                             | Sindaco | [ 8 ] |
| 30 maggio 2006 | 17 maggio 2011 | Antonio Galasso      | lista civica                             | Sindaco | [ 8 ] |
| 17 maggio 2011 | 5 giugno 2016  | Rino Bucci           | lista civica Per il futuro di S. Giacomo | Sindaco | [ 8 ] |
| 5 giugno 2016  | 4 ottobre 2021 | Costanzo Della Porta | lista civica La fonte                    | Sindaco | [ 8 ] |
| 4 ottobre 2021 | in carica      | Costanzo Della Porta | lista civica La fonte                    | Sindaco | [ 8 ] |

## Sport
Esiste attualmente dal 2015 solo la scuola calcio di Nicolo’ e Dario Bellomo NDB San Giacomo. Gioca allo Stadio Comunale di San Giacomo degli Schiavoni. La prima squadra non esiste più dal 2012.